# ستيفان ناستيتش
ستيفان ناستيتش (بالصربية: Стефан Настић)‏ مواليد 22 نوفمبر 1992 في نوفي ساد، صربيا والجبل الأسود، هو لاعب كرة سلة كندي. بدأ مسيرته الاحترافية في سنة 2015. يلعب في دوري كندا الوطني لكرة السلة كلاعب وسط. يحمل الرقم 32. حقق المركز الثاني في ألعاب البحر الأبيض المتوسط 2013. لعب مع نادي ريد ستار لكرة السلة في الدوري الأوروبي لكرة السلة.

## الميداليات
| الميدالية | المسابقة                        |
| --------- | ------------------------------- |
| فضية      | ألعاب البحر الأبيض المتوسط 2013 |

## إحصائيات المسيرة

### الدوري الأوروبي
| السنة   | الفريق                   | لعب | بدأ | دقيقة | ميداني% | ثلاثية | حرة  | ارتداد | صنع | استلاب | تصدي | نقطة | أداء |
| ------- | ------------------------ | --- | --- | ----- | ------- | ------ | ---- | ------ | --- | ------ | ---- | ---- | ---- |
| 2015–16 | نادي ريد ستار لكرة السلة | 2   | 1   | 4.15  | .286    | .000   | .000 | 1.5    | .0  | .0     | .0   | 2.0  | 0    |
| المسيرة | المسيرة                  | 2   | 1   | 4.15  | .286    | .000   | .000 | 1.5    | .0  | .0     | .0   | 2.0  | 0    |

## روابط خارجية
- ستيفان ناستيتش على موقع الدوري الأوروبي لكرة السلة (الإنجليزية)
- ستيفان ناستيتش على موقع كرة السلة الأوروبية.كوم (الإنجليزية)
- ستيفان ناستيتش على موقع DraftExpress.com (الإنجليزية)
- ستيفان ناستيتش على موقع كلية كرة السلة في سبورتس رفرنس.كوم (الإنجليزية)
- ستيفان ناستيتش على موقع ريلجم (الإنجليزية)
- ستيفان ناستيتش على موقع بروبوليرز (الإنجليزية)
- ستيفان ناستيتش على موقع سبورتس رفرنس (الإنجليزية)